# Упередження спостерігача
У дослідженнях упередженість спостерігача — це форма упередженості виявлення, що виникає на стадії спостереження або запису інформації дослідження.
Різні спостерігачі можуть оцінювати суб'єктивні критерії по-різному, а когнітивні упередження (включаючи забобони і припущення) можуть вплинути на те, як оцінюється суб'єкт.
Наприклад, знання про стан захворювання суб'єкта може призвести до упередженості в оцінці результату лікування. Упередження спостерігача також може виникнути, коли суб'єкт знає, що його досліджують (див. Готорнський ефект).
Знання суб'єкта про те, що за ним спостерігають, може змусити його діяти інакше, ніж зазвичай, і перешкодити експерименту.
В одному експерименті досліджувалася поведінка співробітників поліції і було показано, як вона змінювалася залежно від того, хто за ними спостерігає.
Щоб уникнути або обмежити упередження спостерігача, використовуються засліплені експерименти. Крім того, дослідники працюють над певними темами незалежно один від одного.